# Kazuki Nagasawa
Kazuki Nagasawa (長澤 和輝, Nagasawa Kazuki, Togane, 16 december 1991) is een Japanse voetballer die bij voorkeur als middenvelder speelt. Hij verruilde in januari 2014 Senshu University voor 1. FC Köln. Nagasawa was de eerste Japanse voetballer die de rechtstreekse overstap van een universiteitsteam naar een Europese profclub maakte.

## Carrière
Nagasawa begon zijn carrière in de Japanse universiteitscompetitie, waarin hij uit kwam voor de Senshu University uit Tokio. Met dit team wist hij driemaal de regionale competitie te winnen en eenmaal de landelijke. Van maart tot en met november 2013 mocht Nagasawa meetrainen met Yokohama F·Marinos. In december 2013 tekende Nagasawa zijn eerste profcontract bij 1. FC Köln, op dat moment actief in de 2. Bundesliga. Hij maakte op 18 januari 2014 zijn officieuze debuut in het Duitse team, in een oefenwedstrijd tegen FC Schalke 04. Hij speelde dat seizoen tien competitiewedstrijden en werd met Köln kampioen van de 2. Bundesliga.

## Statistieken
| Japans voetbalelftal | Japans voetbalelftal | Japans voetbalelftal |
| Jaar                 | Wed.                 | Dlp.                 |
| -------------------- | -------------------- | -------------------- |
| 2017                 | 1                    | 0                    |
| Totaal               | 1                    | 0                    |

## Erelijst
| Kampioen 2. Bundesliga | 1x | 2013/14 |